# Vislava
Vislava es un municipio del distrito de Stropkov en la región de Prešov, Eslovaquia, con una población estimada a final del año 2024 de 187 habitantes.
Se encuentra ubicado al noreste de la región, cerca del río Ondava (cuenca hidrográfica del río Tisza) y de la frontera con  Polonia.

## Demografía
| Año        | 1994 | 2004    | 2014     | 2024    |
| ---------- | ---- | ------- | -------- | ------- |
| Población  | 242  | 234     | 205      | 187     |
| Diferencia |      | −3,30 % | −12,39 % | −8,78 % |

| Año        | 2023 | 2024    |
| ---------- | ---- | ------- |
| Población  | 191  | 187     |
| Diferencia |      | −2,09 % |